# Dubečský mlýn
Dubečský mlýn je vodní mlýn v Praze 10, který stojí na pravém břehu Říčanského potoka u Dubečské tvrze.

## Historie
Vodní mlýn byl založen ještě před rokem 1656, kdy je zde 16. července připomínán mlynář Jan Douša. V letech 1930 a 1939 patřil Eduardu Šimůnkovi.

## Popis
Tento zděný vrchnostenský mlýn měl mlýnici jako součást dispozice domu. K roku 1930 měl jedno kolo na svrchní vodu, hltnost 0,14 m3/s, spád 4,5 metru a výkon 5,5 HP.